# Dirk Johannes Opperman
Diederik (Dirk) Johannes Opperman (Dundee, Natal, 29 de septiembre de 1914-22 de septiembre de 1985) fue uno de los poetas sudafricanos en afrikáans más conocidos.
Fue profesor en Pietermaritzburg y Johannesburgo, y más tarde en la Universidad de Stellenbosch de 1960 a 1985. Colaboró en las revistas Die Huisgenoot y Standpunte, y ganó diversos premios.

## Obra

### Poesía
- Heilige Beeste (Vacas sagradas, 1943)
- Negester oor Ninevé (Nueve estrellas sobre Níniveh, 1947)
- Joernaal van Jorik (El viaje de Jorik, 1949)
- Engel uit die klip  (El ángel de la piedra, 1948)
- Blom en baaierd (Flor y caos, 1948)
- Periandros van Korinthe (Otelo (1956)
- Groot verseboke (Gran poemario, 1951)
- Heilige beeste (Bestias sagradas, 1943)
- Komas uitin bamboesstok (Comas de una caña de bambú, 1949)
- Drie-Eeue Stigting (Fundación Tres, 1956)
- Voëlvry (Desaforado, 1968)

### Prosa
- Periandros van Korinthe (Periandros de Corinto, 1954)
- Vergelegen (Un lugar llamado, lit. "Lejanía", 1956)
- Voëlvry (Fuera de la ley; lit. "Pájaro libre", 1968)

### Ensayos sobre literatura
- Wiggelstok (Varita mágica)
- Naaldekoker (Libélula)
- Verspreide opstelle (Ensayos dispersos – lo opuesto a "Ensayos colectados" en afrikaans)